# Amadina
Amadina es un género de aves paseriformes perteneciente a la familia Estrildidae.

## Especies
Contiene las siguientes dos especies:
- Amadina fasciata - estrilda degollada;
- Amadina erythrocephala - estrilda cabecirroja.